# Allan Wellmann
Allan Wellmann   (Guatemala, 26 de maig de 1954) és un exfutbolista guatemalenc de la dècada de 1980.
Pel que fa a clubs, destacà a C.S.D. Comunicaciones i Aurora F.C.. Fou 62 cops internacional amb la selecció de Guatemala.